# محيي الدين خالف
محيي الدين خالف (14 يناير 1944 - 10 ديسمبر 2024)، مدرب كرة قدم جزائري، ولد في 14 يناير 1944 بمشرع بلقصيري. اشتهر أثناء فترة تدريبه لفريق شبيبة القبائل وبالخصوص كمساعد لرشيد مخلوفي مدرب منتخب الجزائر لكرة القدم في مونديال 1982. يعتبر محيي الدين خالف أحد صانعي تاريخ كرة القدم الجزائرية.

## روابط خارجية
- محيي الدين خالف على موقع قاعدة بيانات كرة القدم.إي يو (الإنجليزية)
- محيي الدين خالف على موقع عالم كرة القدم.نت (الإنجليزية)
- محيي الدين خالف على موقع أوليمبيديا (الإنجليزية)